# زیردریایی یو-۷۵۳
زیردریایی یو-۷۵۳ (به انگلیسی: German submarine U-753) یک زیردریایی است که طول آن ۶۷٫۱ متر (۲۲۰ فوت ۲ اینچ) است. این زیردریایی در سال ۱۹۴۱ ساخته شد.